# Кубок Англии по футболу 1872/1873
Кубок Англии по футболу 1872/73 — 2-й розыгрыш старейшего футбольного турнира в мире, Переходящего кубка Футбольной ассоциации, также известного как Кубок Англии. На момент первой жеребьёвки розыгрыша Кубка в нём было заявлено 16 футбольных клуба, что на один больше чем в прошлом сезоне, хотя два клуба так и не сыграли ни одной игры.
Турнир начался 19 октября 1872 года первым раундом и завершился финалом, который прошел 29 марта 1873 года на стадионе «Лилли Бридж» в Лондоне, где «Уондерерс» победил «Оксфорд Юниверсити» со счетом 2:0 и стал первым в истории английского футбола клубом, защитившим этот титул.

## Первый раунд
| Домашняя команда | Счёт   | Выездная команда   | Посещаемость | Дата            |
| ---------------- | ------ | ------------------ | ------------ | --------------- |
| Барнс            | 0:1    | Саут Норвуд        | 1200         | 19 октября 1872 |
| Мейденхед        | 1:0    | Марлоу             | 1390         | 26 октября 1872 |
| Клэпем Роверс    | т.п.   | Хитчин             |              |                 |
| Куинз Парк       | дальше |                    |              |                 |
| Рейгейт Приорити | 2:4    | Виндзор Хоум Парк  | 800          | 26 октября 1872 |
| Сивил Сервис     | 0:3    | Ройал Энджинирс    | 1000         | 26 октября 1872 |
| Аптон Парк       | 0:2    | Фест Суррей Райфлз | 1500         | 26 октября 1872 |
| Кристал Пэлас    | 2:3    | Оксфорд Юниверсити | 1459         | 26 октября 1872 |

## Второй раунд
| Домашняя команда   | Счёт          | Выездная команда   | Посещаемость | Дата           |
| ------------------ | ------------- | ------------------ | ------------ | -------------- |
| Ройал Энджинирс    | дальше        |                    |              |                |
| Клэпем Роверс      | 0:3           | Оксфорд Юниверсити | 1562         | 23 ноября 1872 |
| Куинз Парк         | дальше        |                    |              |                |
| Фест Суррей Райфлз | 0:3           | Мейденхед          | 700          | 23 ноября 1872 |
| Саут Норвуд        | 1:0 недейств. | Уиндзор Хоум Парк  | 800          | 23 ноября 1872 |

### Переигровка
| Домашняя команда  | Счёт | Выездная команда | Посещаемость | Дата           |
| ----------------- | ---- | ---------------- | ------------ | -------------- |
| Уиндзор Хоум Парк | 3:0  | Саут Норвуд      | 900          | 7 декабря 1872 |

## Третий раунд
| Домашняя команда   | Счёт   | Выездная команда | Посещаемость | Дата            |
| ------------------ | ------ | ---------------- | ------------ | --------------- |
| Уиндзор Хоум Парк  | 0:1    | Мейденхед        | 900          | 21 декабря 1872 |
| Оксфорд Юниверсити | 1:0    | Ройал Энджинирс  | 800          | 9 декабря 1872  |
| Куинз Парк         | дальше |                  |              |                 |

## Четвертый раунд
| Домашняя команда   | Счёт   | Выездная команда | Посещаемость | Дата           |
| ------------------ | ------ | ---------------- | ------------ | -------------- |
| Оксфорд Юниверсити | 4:0    | Мейденхед        | 800          | 3 февраля 1873 |
| Куинз Парк         | дальше |                  |              |                |

## Полуфиналы
| Домашняя команда   | Счёт | Выездная команда | Посещаемость | Дата |
| ------------------ | ---- | ---------------- | ------------ | ---- |
| Оксфорд Юниверсити | т.п. | Куинз Парк       |              |      |

## Финал
«Уондерерс» прошёл в финал как действующий обладатель кубка.
| Домашняя команда | Счёт | Выездная команда   | Посещаемость | Дата          |
| ---------------- | ---- | ------------------ | ------------ | ------------- |
| Уондерерс        | 2:0  | Оксфорд Юниверсити | 3000         | 29 марта 1873 |

Финал прошел 29 марта 1873 года на стадионе «Лилли Бридж», в Лондоне, где «Уондерерс» победил «Оксфорд Юниверсити» со счетом 2:0 и стал первым в истории английского футбола клубом, защитившим этот титул.